# Basilica Argentaria
La cosiddetta Basilica Argentaria è un portico a pilastri che fiancheggia il tempio di Venere Genitrice nel Foro di Cesare a Roma. Il nome è citato solo in fonti tarde, di epoca costantiniana.

## Descrizione
L'edificio venne realizzato in epoca traianea come sistemazione delle pendici del Campidoglio dopo il taglio per l'eliminazione della sella montuosa che collegava questo al Quirinale.
Era sopraelevato rispetto al livello della piazza forense e vi si accedeva dal fondo del portico del lato sud-occidentale per mezzo di due scalinate. Il portico presenta due file di pilastri in blocchi di tufo e le sue navate erano coperte da volte a botte, solo parzialmente conservate. Venne realizzato in uno spazio obbligato e presenta quindi una pianta irregolare, che gira intorno al tempio, proseguendo probabilmente ancora al di fuori dell'attuale area archeologica, a monte dell'esedra sud-occidentale del Foro di Traiano.
Si conserva ancora l'intonaco che ricopriva il suo muro di fondo, dove sono stati rinvenuti numerosi graffiti, alcuni dei quali riportano versi dell'Eneide: questo particolare ha permesso di ipotizzare qui la presenza di una scuola, citata dalle fonti tarde a proposito del Foro di Traiano e di quello di Augusto.

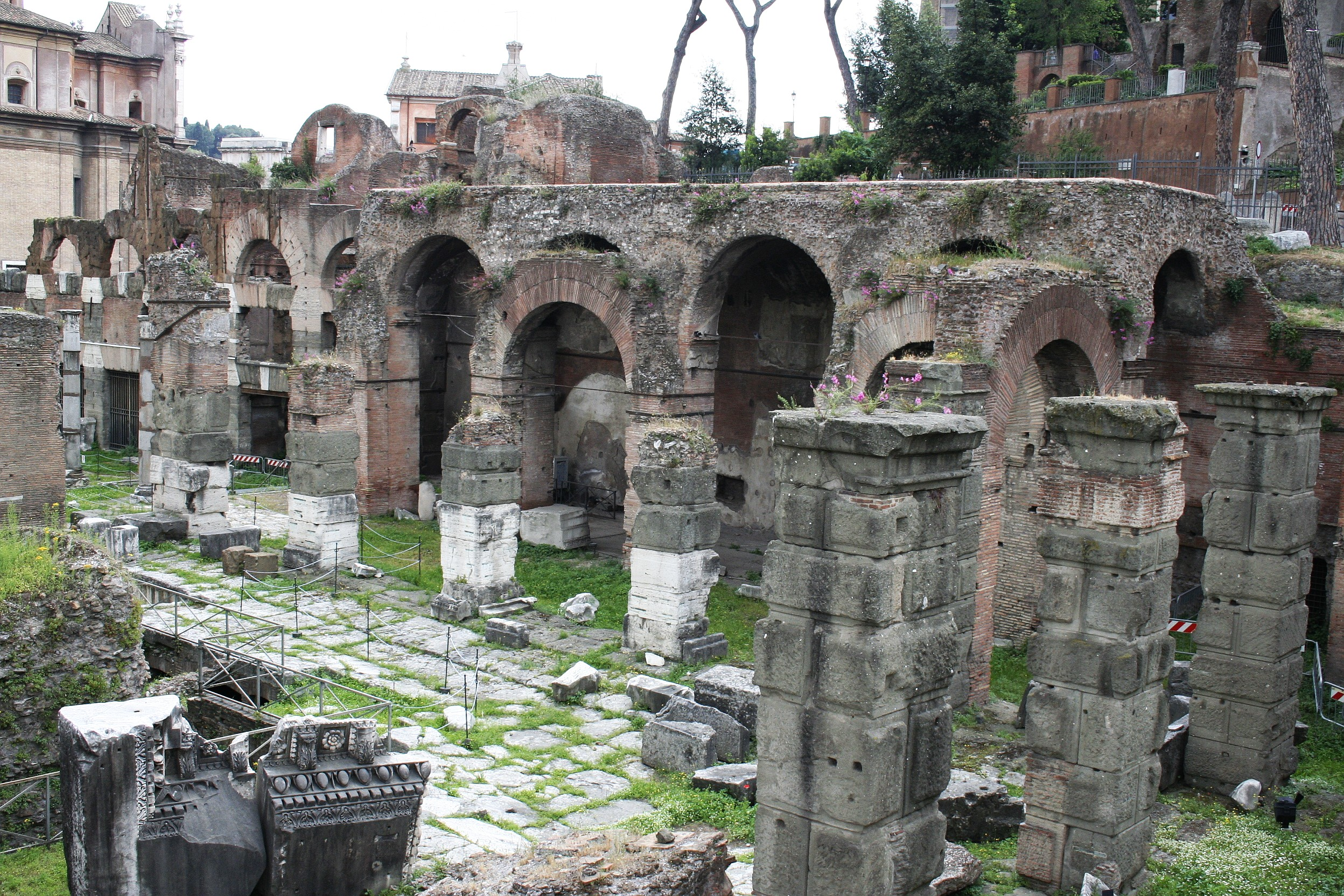
Resti della basilica Argentaria